# Specie di Cybaeidae
Di seguito sono elencate tutte le 177 specie della famiglia di ragni Cybaeidae note al dicembre 2012.

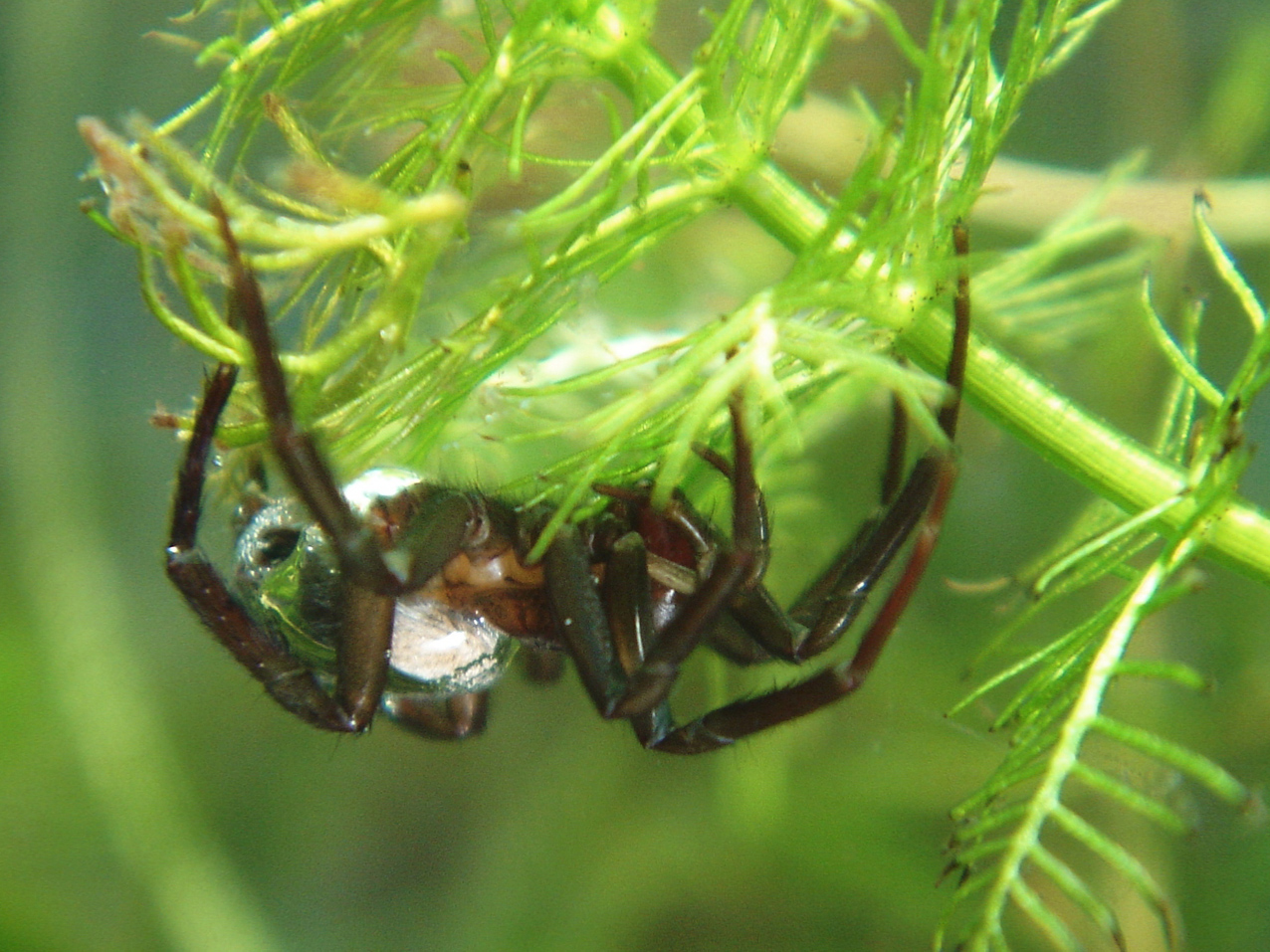
Argyroneta aquatica, femmina

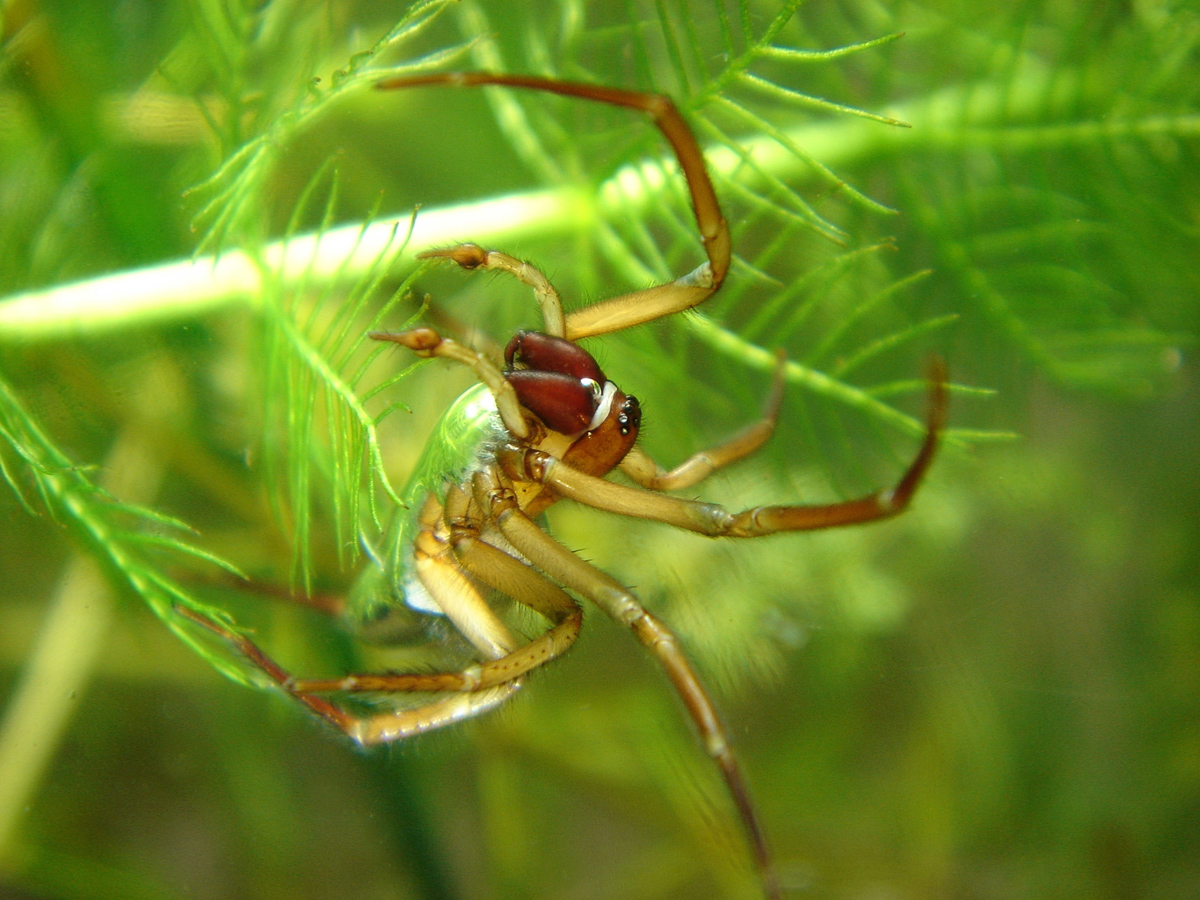
Argyroneta aquatica, maschio

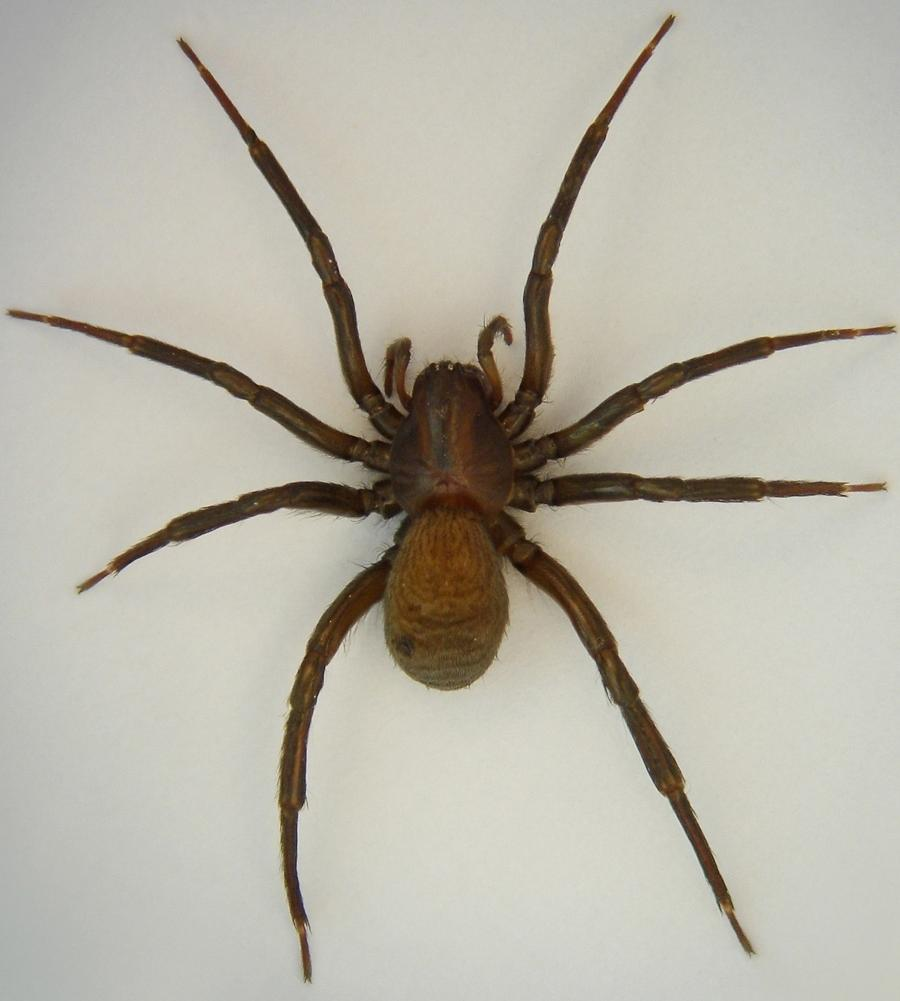
Argyroneta aquatica

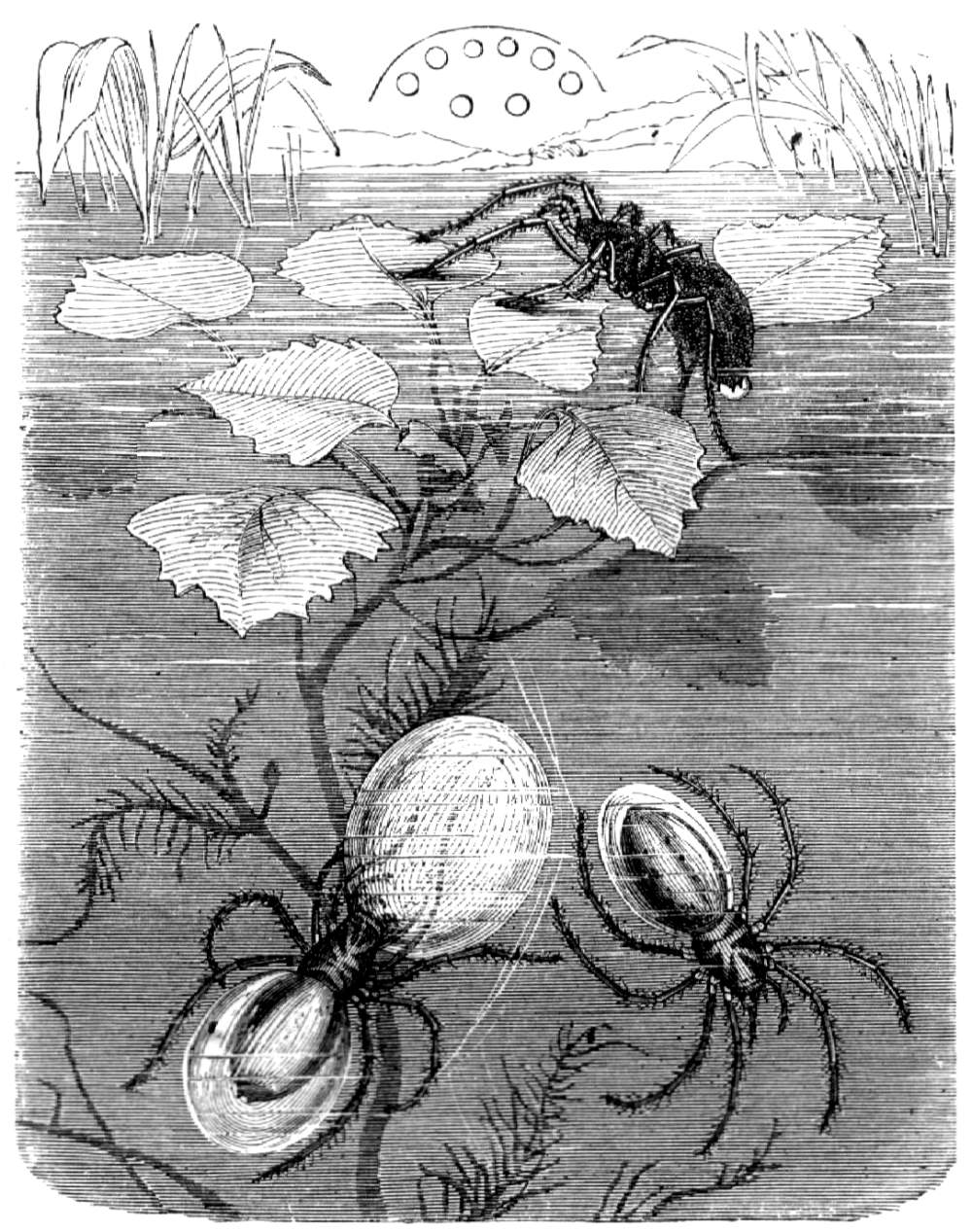
Argyroneta aquatica con la campana d'aria in un'illustrazione del 1884

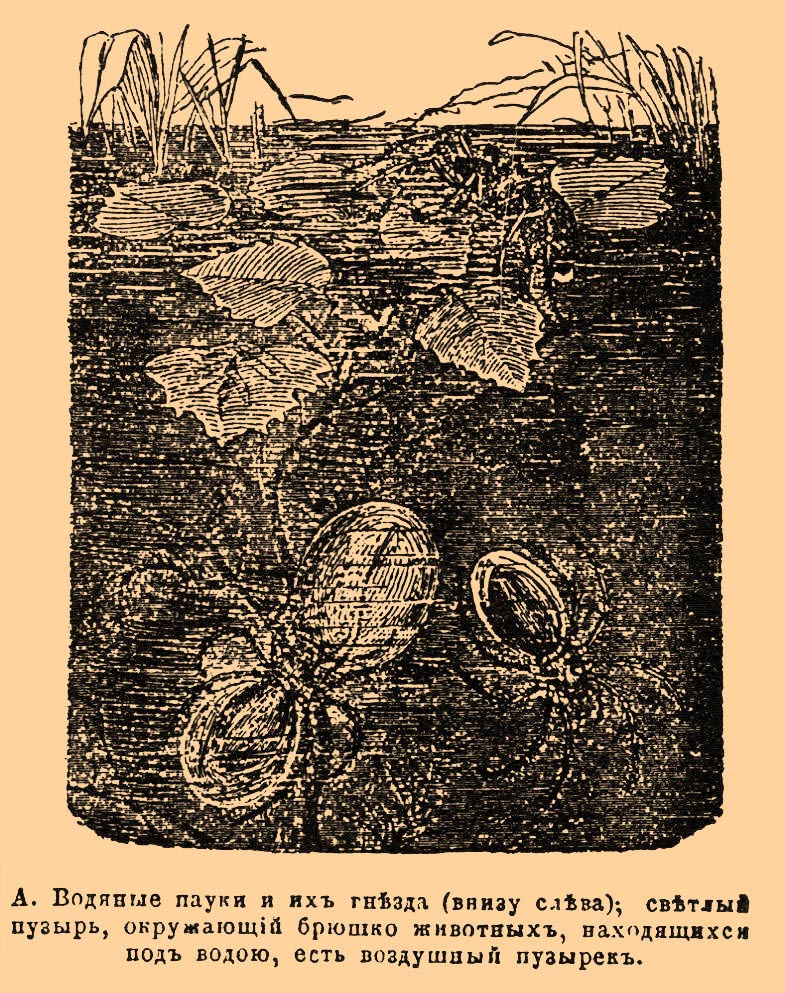
Argyroneta aquatica con la campana d'aria in un'illustrazione del 1890

## Argyroneta
Argyroneta Latreille, 1804
- Argyroneta aquatica (Clerck, 1757) — Regione paleartica

## Cedicoides
Cedicoides Charitonov, 1946
- Cedicoides maerens (Simon, 1889) — Turkmenistan
- Cedicoides parthus (Fet, 1993) — Turkmenistan
- Cedicoides pavlovskyi (Spassky, 1941) — Tajikistan
- Cedicoides simoni (Charitonov, 1946) — Uzbekistan

## Cedicus
Cedicus Simon, 1875
- Cedicus bucculentus Simon, 1889 — Himalaya
- Cedicus dubius Strand, 1907 — Giappone
- Cedicus flavipes Simon, 1875 — Mediterraneo orientale
- Cedicus israeliensis Levy, 1996 — Israele
- Cedicus pumilus Thorell, 1895 — Myanmar

## Cybaeina
Cybaeina Chamberlin & Ivie, 1932
- Cybaeina confusa Chamberlin & Ivie, 1942 — USA
- Cybaeina minuta (Banks, 1906) — USA
- Cybaeina sequoia Roth, 1952 — USA
- Cybaeina xantha Chamberlin & Ivie, 1937 — USA

## Cybaeota
Cybaeota Chamberlin & Ivie, 1933
- Cybaeota calcarata (Emerton, 1911) — USA, Canada
- Cybaeota munda Chamberlin & Ivie, 1937 — USA
- Cybaeota nana Chamberlin & Ivie, 1937 — USA, Canada
- Cybaeota shastae Chamberlin & Ivie, 1937 — USA

## Cybaeozyga
Cybaeozyga Chamberlin & Ivie, 1937
- Cybaeozyga heterops Chamberlin & Ivie, 1937 — USA

## Cybaeus
Cybaeus L. Koch, 1868
- Cybaeus abchasicus Charitonov, 1947 — Turchia, Georgia
- Cybaeus adenes Chamberlin & Ivie, 1932 — USA
- Cybaeus aizuensis Kobayashi, 2006 — Giappone
- Cybaeus akaanaensis (Komatsu, 1968) — Giappone
- Cybaeus akiensis Ihara, 2003 — Giappone
- Cybaeus amicus Chamberlin & Ivie, 1932 — USA
- Cybaeus anaiwaensis (Komatsu, 1968 — Giappone
- Cybaeus angustiarum L. Koch, 1868 — dall'Europa all'Azerbaijan
- Cybaeus aokii Yaginuma, 1972 — Giappone
- Cybaeus aquilonalis Yaginuma, 1958 — Cina, Giappone
- Cybaeus aratrum Kim & Kim, 2008 — Corea
- Cybaeus asahi Kobayashi, 2006 — Giappone
- Cybaeus ashikitaensis (Komatsu, 1968) — Giappone
- Cybaeus aspenicolens Chamberlin & Ivie, 1932 — USA
- Cybaeus balkanus Deltshev, 1997 — Bulgaria, Serbia, Macedonia
- Cybaeus bam Marusik & Logunov, 1991 — Isole Curili
- Cybaeus basarukini Marusik & Logunov, 1991 — Sakhalin
- Cybaeus bitchuensis Ihara & Nojima, 2005 — Giappone
- Cybaeus biwaensis Kobayashi, 2006 — Giappone
- Cybaeus blasbes Chamberlin & Ivie, 1932 — USA
- Cybaeus brignolii Maurer, 1992 — Turchia
- Cybaeus broni Caporiacco, 1934 — Karakorum
- Cybaeus bulbosus Exline, 1935 — USA
- Cybaeus cascadius Roth, 1952 — USA
- Cybaeus chauliodous Bennett, 2009 — USA
- Cybaeus communis Yaginuma, 1972 — Giappone
- Cybaeus confrantis Oliger, 1994 — Russia
- Cybaeus conservans Chamberlin & Ivie, 1932 — USA
- Cybaeus consocius Chamberlin & Ivie, 1932 — USA
- Cybaeus constrictus Chamberlin & Ivie, 1942 — USA
- Cybaeus cribelloides Chamberlin & Ivie, 1932 — USA
- Cybaeus cylisteus Zhu & Wang, 1992 — Cina
- Cybaeus daisen Ihara & Nojima, 2005 — Giappone
- Cybaeus deletroneus Zhu & Wang, 1992 — Cina
- Cybaeus desmaeus Zhu & Wang, 1992 — Cina
- Cybaeus devius Chamberlin & Ivie, 1942 — USA
- Cybaeus echigo Kobayashi, 2006 — Giappone
- Cybaeus echinaceus Zhu & Wang, 1992 — Cina
- Cybaeus enshu Kobayashi, 2006 — Giappone
- Cybaeus eutypus Chamberlin & Ivie, 1932 — USA, Canada
- Cybaeus fujisanus Yaginuma, 1972 — Giappone
- Cybaeus fuujinensis (Komatsu, 1968) — Giappone
- Cybaeus gassan Kobayashi, 2006 — Giappone
- Cybaeus gidneyi Bennett, 2009 — USA
- Cybaeus giganteus Banks, 1892 — USA
- Cybaeus gonokawa Ihara, 1993 — Giappone
- Cybaeus gotoensis (Yamaguchi & Yaginuma, 1971) — Giappone
- Cybaeus grizzlyi Schenkel, 1950 — USA
- Cybaeus hatsushibai Ihara, 2005 — Giappone
- Cybaeus hesper Chamberlin & Ivie, 1932 — USA
- Cybaeus hibaensis Ihara, 1994 — Giappone
- Cybaeus higoensis Irie & Ono, 2000 — Giappone
- Cybaeus hiroshimaensis Ihara, 1993 — Giappone
- Cybaeus inagakii Ono, 2008 — Giappone
- Cybaeus intermedius Maurer, 1992 — Svizzera, Italia
- Cybaeus ishikawai (Kishida, 1961) — Giappone
- Cybaeus itsukiensis Irie, 1998 — Giappone
- Cybaeus jaanaensis Komatsu, 1968 — Giappone
- Cybaeus jilinensis Song, Kim & Zhu, 1993 — Cina
- Cybaeus jinsekiensis Ihara, 2006 — Giappone
- Cybaeus kawabensis Irie & Ono, 2002 — Giappone
- Cybaeus kiiensis Kobayashi, 2006 — Giappone
- Cybaeus kirigaminensis Komatsu, 1963 — Giappone
- Cybaeus kiuchii Komatsu, 1965 — Giappone
- Cybaeus kokuraensis Ihara, 2007 — Giappone
- Cybaeus kompiraensis (Komatsu, 1968) — Giappone
- Cybaeus kumaensis Irie & Ono, 2001 — Giappone
- Cybaeus kunashirensis Marusik & Logunov, 1991 — Sakhalin, Isole Curili, Giappone
- Cybaeus kunisakiensis Ihara, 2003 — Giappone
- Cybaeus kuramotoi Yaginuma, 1963 — Giappone
- Cybaeus longus Paik, 1966 — Corea
- Cybaeus maculosus Yaginuma, 1972 — Giappone
- Cybaeus magnus Yaginuma, 1958 — Giappone
- Cybaeus melanoparvus Kobayashi, 2006 — Giappone
- Cybaeus melloteei (Simon, 1886) — Giappone
- Cybaeus mimasaka Ihara & Nojima, 2005 — Giappone
- Cybaeus minoensis Kobayashi, 2006 — Giappone
- Cybaeus minor Chyzer, 1897 — Europa
- Cybaeus miyagiensis Ihara, 2004 — Giappone
- Cybaeus miyosii Yaginuma, 1941 — Giappone
- Cybaeus momotaro Ihara & Nojima, 2005 — Giappone
- Cybaeus montanus Maurer, 1992 — Svizzera, Italia
- Cybaeus monticola Kobayashi, 2006 — Giappone
- Cybaeus morosus Simon, 1886 — USA, Alaska
- Cybaeus mosanensis Paik & Namkung, 1967 — Corea
- Cybaeus multnoma Chamberlin & Ivie, 1942 — USA
- Cybaeus nagajae Ihara, 2010 — Giappone
- Cybaeus nagusa Ihara, 2010 — Giappone
- Cybaeus nichikoensis (Komatsu, 1968) — Giappone
- Cybaeus nipponicus (Uyemura, 1938) — Giappone
- Cybaeus nishikawai (Komatsu, 1968) — Giappone
- Cybaeus nojimai Ihara, 1993 — Giappone
- Cybaeus obedientiarius Komatsu, 1963 — Giappone
- Cybaeus okafujii Yaginuma, 1963 — Giappone
- Cybaeus okayamaensis Ihara, 1993 — Giappone
- Cybaeus okumae Ihara, 2010 — Giappone
- Cybaeus paralypropriapus Bennett, 2009 — USA
- Cybaeus patritus Bishop & Crosby, 1926 — USA
- Cybaeus penedentatus Bennett, 2009 — USA
- Cybaeus perditus Chamberlin & Ivie, 1932 — USA
- Cybaeus petegarinus Yaginuma, 1972 — Giappone
- Cybaeus rarispinosus Yaginuma, 1970 — Giappone
- Cybaeus raymondi (Simon, 1916) — Francia
- Cybaeus reducens Chamberlin & Ivie, 1932 — USA
- Cybaeus reticulatus Simon, 1886 — USA, Canada, Alaska
- Cybaeus ryunoiwayaensis Komatsu, 1968 — Giappone
- Cybaeus ryusenensis (Komatsu, 1968) — Giappone
- Cybaeus sanbruno Bennett, 2009 — USA
- Cybaeus sanctus (Komatsu, 1942) — Giappone
- Cybaeus sasakii Ihara, 2004 — Giappone
- Cybaeus sasayamaensis Ihara, 2010 — Giappone
- Cybaeus scopulatus Chamberlin & Ivie, 1942 — USA
- Cybaeus senzokuensis (Komatsu, 1968) — Giappone
- Cybaeus septatus Chamberlin & Ivie, 1942 — USA
- Cybaeus shingenni Komatsu, 1968 — Giappone
- Cybaeus shinkaii (Komatsu, 1970) — Giappone
- Cybaeus shoshoneus Chamberlin & Ivie, 1932 — USA
- Cybaeus signatus Keyserling, 1881 — Perù
- Cybaeus signifer Simon, 1886 — USA, Canada, Alaska
- Cybaeus silicis Barrows, 1919 — USA
- Cybaeus simplex Roth, 1952 — USA
- Cybaeus sinuosus Fox, 1937 — Canada
- Cybaeus somesbar Bennett, 2009 — USA
- Cybaeus strandi Kolosváry, 1934 — Transilvania (Romania)
- Cybaeus striatipes Bösenberg & Strand, 1906 — Sakhalin, Giappone
- Cybaeus tajimaensis Ihara & Nojima, 2005 — Giappone
- Cybaeus takachihoensis Irie & Ono, 2010 — Giappone
- Cybaeus takasawaensis (Komatsu, 1970) — Giappone
- Cybaeus taraensis Irie & Ono, 2001 — Giappone
- Cybaeus tardatus (Chamberlin, 1919) — USA
- Cybaeus tetricus (C. L. Koch, 1839) — Europa
- Cybaeus thermydrinos Bennett, 2009 — USA
- Cybaeus tottoriensis Ihara, 1994 — Giappone
- Cybaeus triangulus Paik, 1966 — Corea
- Cybaeus tsurugi Ihara, 2003 — Giappone
- Cybaeus tsurusakii Ihara, 1993 — Giappone
- Cybaeus uenoi (Yaginuma, 2970) — Giappone
- Cybaeus urabandai Ihara, 2004 — Giappone
- Cybaeus vignai Brignoli, 1977 — Francia, Italia
- Cybaeus vulpinus Bennett, 2009 — USA
- Cybaeus waynei Bennett, 2009 — USA
- Cybaeus whanseunensis Paik & Namkung, 1967 — Corea
- Cybaeus yoshiakii Yaginuma, 1968 — Giappone
- Cybaeus yoshidai Ihara, 2004 — Giappone
- Cybaeus yufuin Ihara, 2007 — Giappone
- Cybaeus zenifukiensis (Komatsu, 1968) — Giappone

## Paracedicus
Paracedicus Fet, 1993
- Paracedicus baram Levy, 2007 — Israele
- Paracedicus ephthalitus (Fet, 1993) — Turkmenistan
- Paracedicus feti Marusik & Guseinov, 2003 — Azerbaijan
- Paracedicus gennadii (Fet, 1993) — Turkmenistan
- Paracedicus geshur Levy, 2007 — Israele

## Symposia
Symposia Simon, 1898
- Symposia bifurca Roth, 1967 — Venezuela
- Symposia columbiana Müller & Heimer, 1988 — Colombia
- Symposia dubiosa Roth, 1967 — Venezuela
- Symposia sexoculata Roth, 1967 — Venezuela
- Symposia silvicola Simon, 1898 — Venezuela
- Symposia umbrosa Simon, 1898 — Venezuela

## Vagellia
Vagellia Simon, 1899
- Vagellia helveola Simon, 1899 — Sumatra